# روس بیچو
روس بیچو (به لاتین: Ross Béthio) یک منطقهٔ مسکونی در سنگال است که در داگانا واقع شده‌است. روس بیچو ۱۱٬۵۸۸ نفر جمعیت دارد.